# 合金弹头2
合金弹头2：超级战车001/II（Metal Slug 2: Super Vehicle 001/II）是SNK于1998年在MVS基板上推出的合金弹头系列的第二代。由本作确立的很多新要素也被后续作品一直沿用，在系列的发展史上，合金弹头2有着十分重要的地位。并获得了当年的GAMEST最佳街机游戏奖。

## 故事情节
在前次大战发生的2年之后，失踪的Morden带着新的部队卷土重来。在前次大战中拯救世界的「Peregrine Falcons」部队成员Marco少校（前作为中尉）和Tarma上尉（前作为少尉）为此再度出击。而这次，他们拥有了两名新伙伴：来自PF的支援部队「Sparrows」的女性士官Eri Kasamoto中士和FioLina Germi上士。而在战斗过程中，暗藏在Morden背后的一个更大的敌人也渐渐浮出水面......

## 新要素

### 新角色与角色选择
游戏新增了两位新角色，玩家可以在游戏开始前自由选择使用的人物而不是像前作般1P和2P分别固定使用Marco和Tarma。
除两位女性角色的跳跃能力比男主角略高，近身判定略大，滞空时间稍久外，四名主人公在实际游戏过程中并没有多少能力差异。

### 变异
在第二关角色被木乃伊喷出的毒烟攻击时自己也会变成木乃伊，此时人物行走会变得迟缓并只能使用手枪和手榴弹，并且投掷手榴弹的时间也会变长，不過木乃伊的手槍子彈速度以及跳躍高度大幅提高。在木乃伊状态下得到强化武器都会变成加1000分的宝物，使用特殊道具“圣水”可以解除此状态。
在第四关会出现很多食物（加分宝物），大量获得後角色会变成胖子。此时人物的行动会变慢，跳跃能力降低及子弹速度慢，但攻击将得到强化（判定範圍變大），而武器也会变得非常搞笑。如近身攻击由匕首变为叉子和皮鞭；手榴弹外形变成喜剧化的黑色球形炸弹；死亡的样式也变成了像气球一样从肚子处爆开；同时主武器的子弹也会变大。胖子状态不会一直维持，另外特殊道具「减肥药」可立即解除此状态。
值得一提的是，胖子的叉子比刀的速度快一倍，而皮鞭比刀的速度慢一倍，此外所有武器的威力并无加强。

### 新武器
- L - Laser Guns：激光枪，新增的枪械，发射伤害力较大的光束，加分非常快，是得分的好武器，初始弹药200发。出现在第五关和第六关（第三关BOSS区若不坐飞机时相川留美有概率掉落），计算法则由于十分复杂，所以只能给出结果为每4发威力8。角色也會因為槍械的威力而頭髮直豎。
- 燃烧瓶 - Fire Bomb：新增的副武器，掷出后落地即爆炸，产生大面积的火焰攻击，爆炸威力为8，会无视生物敌人而砸在身后墙面 / 地面上。
- 穿甲弹：坦克用的次口径穿甲弹，弹道平直，对敌方装甲单位产生更大的伤害，威力20，对部分BOSS穿透无效。相应地还有全系列仅出场一次的、让坦克主炮换回抛物线榴弹的道具。
- BOMB：將燃燒瓶换回手榴彈。

### 新乘物
- SV-001/2型Metal Slug：外观跟1型沒有太大差别，但是跳跃高度、前进速度、火神炮稳定性与主炮威力被大大提升。
- Camel Slug：装备12.6mm火神炮的骆驼，无装甲，副武器为角色的手榴弹，只在第一关出现但可以带到第二关，在第二关进入古墓前的水池边会因为要喝水而强制把玩家弹出后无法再搭乘。
- Slugnoid：跳跃力强但左右行动迟缓的步行机甲，两臂分别为两挺12.6mm火神炮，另外装有向下发射的127mm加农炮，若遭受攻击会先后失去两臂的机炮，第二关出现。
- Slug Flyer：装备12.6mm火神炮和导弹的小型垂直起落战斗机，火神炮的射程范围只限前方45度范围，机翼上还可以站另一位玩家，第三关出现。

### 新敌人
- 阿拉伯兵：第一关出现，投掷弯刀攻击主角。
- 阿拉伯大刀兵：第一、二关出现，冲向主角用大砍刀攻击，出刀速度极快。
- 木乃伊：第二关出现，有普通的喷紫色毒烟木乃伊和吐出毒物滚雷的白色木乃伊，使用霰彈枪S或火焰枪F能够对其造成强力伤害。
- 生化自爆人：第五关出现，用手脚在墙壁和地面爬行的生化人，出现后体色渐渐变红并自爆。
- 火星人：第六关出现，章鱼般的外形相信是来自于赫伯特·乔治·威尔斯的科幻小说《世界大战》的发想，棕色的为一般型，发射黄色的泡泡状子弹；灰色的为精锐部队，有的会发射出速度更快的蓝色子弹。后来在SVC Chaos: SNK VS. CAPCOM和NEO GEO Battlecoliseum中此角色作为隐藏人物出场。

### 更丰富的角色动作
在2代中，让主角站立不动一段时间时，主角会做出一些比1代更加丰富的动作，如男主角会站在原地打瞌睡，Eri会嚼泡泡糖等，Fio坐著吃三明治，若是在寒冷或炎热的场景下，主角还会做出发抖或擦汗的动作。手槍方面，雖然在遊戲中設定子彈無限，但連續打出数发子弹後停下的话，會看到主角換彈夾的樣子。男主角12發換一次，女主角7發換一次。
另外在任務完成時，角色還會有自己的歡呼動作，如Marco和Tarma會舉起拇指或將大槍放在地上誇張大笑，Eri在原地跳躍，Fio則是癱坐在地上比勝利姿勢。
而在某些地方，近身攻击也不再仅仅限于使用匕首。两位女主角的近身武器是手斧和T型棍。在一些特定场合，男主角的站立近身攻击变为用踢击，下蹲时则是从背包中弹出拳击手套；Eri使用踢击，而Fio是用双手推敌人。

### 新型俘虏
2代中的人质除了传统的提供给玩家道具的俘虏外，还出现了可以协助玩家作战的人质「一文字百太郎」。其外形和普通俘虏一样，但会使用「波动拳」协助玩家作战（威力同手枪）。如能保留至关底其给予的奖励分数将比普通俘虏略高，增加3萬分。
另外在第二、五关可以看到一个背着背包的女孩“相川留美”，打破她的背包会漏出一些道具，若在她跑掉之前撞倒她，她也会再提供一个道具。在关底计分时也将作为一个特殊俘虏进行额外加3萬分。但需要注意的是若迟迟不将其撞倒，她会留下一个道具后跑开，这种情况下在关底是得不到额外分数的。

### 「全球化」的遊戲背景
遊戲六關中的背景可謂是「全球化」，以下為六關中的背景：
第一關：沙烏地阿拉伯

第二關：埃及

第三關：法國

第四關：香港

第五關：美國

第六關：西伯利亞

### 變更
- 2代的一般俘虏已經不像1代只各加1000分，2代的一般俘虏保留在關底就各加1萬分。
- 火焰發射器中距離火焰放射，可對生物施以有效傷害，二代前後性能有做調整，一代射程很廣但威力低，且只具單發判定，二代以後射程變短但是餘火擁有連續判定，全部命中的傷害能匹敵S散彈槍（威力最高可达到31.4）。
- 1代時只要載具能保存到解決Boss就可以加分，至此代開始是必須要乘坐載具打敗Boss後才會計分。載具保留但未乘坐至最後一刻打敗Boss不予加分。

### 改良的操作
SNK接手后对游戏的操作进行了一些改良，2代的操作手感和1代比大大改善，这种改善尤其体现在跳跃和使用H枪进行90度扫射上，后来的续作均延续了这一代的良好手感。

## 游戏流程
和前作一样，合金弹头2也有6关，在最后摩丁被外星人所擒后，原本的敌人将会协助我方作战。

## 登场人物

### 我方
- 馬爾可·羅西少校（Marco Rossi）
- 笠本英里中士（Eri Kasamoto）
- 塔爾馬·羅賓上尉（Tarma Roving III）
- 菲欧·杰米上士（Fio Germi）
- 一文字百太郎（Hyakutaro Ichimonji）
- 相川留美（Rumi Aikawa）

### 敌方
- 唐纳德·摩丁（Donald Morden）
- 艾伦·奥尼尔（Allen O'Neill）
- “火星人”（Mars People）

### 關卡BOSS
- MISSON1

垂直著陸大型爆擊機The Keesi 
- MISSON2

超弩級岩盤掘削機械Aeshi Nero
- MISSON3

廣域焦土化腳立戰車Dragon Nosuke
（龍火）
- MISSON4

水陸兩用殺戮蹂躪車輛BIG SHIEE 
- MISSON5

隱密行動潛水艦穗積HOZMI
- MISSON6

球體飛碟DAIMANJI

巨型飛碟〔其中球體飛碟會與巨型飛碟組合〕RUGNAME

## 小知识

戏仿《独立日》的最终BOSS战

- 最终BOSS为一覆盖满屏上方的大型UFO，此时背景上还能看到地球人的战斗机和外星人的小UFO进行空战，結局為一飛機撞入UFO的光束發射口而使外星人撤退。这个场景完全是模仿美国电影。
- 第四关BOSS为一巨型陆上战舰，相同概念的兵器在机动战士V GUNDAM中出现过。而其外形也与宇宙战舰大和号颇为相像。
- 在英文版中再次出现了“SNKglish”：玩法介绍画面中的“advisory”被错拼成了“advisoly”。应该是由于日语中R都发英文L的音造成的错误。
- 在最後一關的中途要打艾倫，艾倫被打敗後會被一條大魚吃掉。遊戲《無限格鬥》中的一個角色[殺人鯨]是模仿這魚。

## BUG技
在第二關BOSS戰時，若玩家在它登場衝上來時原地跳躍，BOSS就會卡死，並且不會有任何攻擊動作，讓玩家輕鬆擊斃，而這BUG技到續作越南大戰X時則被修正掉了。

## 外部連結
- 越南大戰系列官方網站（页面存档备份，存于）